# هراند گانگرونی
هراند گانگرونی (گرشکیان آبیسوقوم (ارمنی: Հրանդ Գանգրունի (Գրըշըքյան Աբիսողոմ؛  زادهٔ ۱۹۲۵)، نویسنده و تاریخ‌نگار ارمنی است.

## زندگی‌نامه
وی در ۱۹۲۵ در دمشق به دنیا آمد و از دانشگاه سن ژوزف فارغ‌التحصیل شد. وی در روزنامه آرارات فعالیت می‌کرد. 